# Gotham Independent Film Awards
I Gotham Independent Film Awards sono premi cinematografici statunitensi destinati al cinema indipendente, assegnati annualmente a partire dal 1991.
Presentati dall'organizzazione non a scopo di lucro Independent Filmmaker Project (IFP), i premi erano originariamente destinati solo ai film prodotti negli Stati Uniti d'America nord-orientali, in particolare nello stato di New York, per poi ampliarsi nel corso degli anni a tutti gli Stati Uniti.
Devono il proprio nome al soprannome dato alla città di New York dallo scrittore americano Washington Irving.

## Cerimonia

### Criteri e processo di selezione
I film candidati vengono selezionati da un comitato composti da persone non direttamente coinvolte nella produzione e distribuzione dei film, come critici cinematografici e direttori artistici di festival. I vincitori vengono poi votati da una giuria composta invece da registi, sceneggiatori, produttori e altre figure professionali direttamente coinvolte nel processo produttivo. Per poter essere selezionati i film devono:
- «esprimere ampiamente e in maniera inequivocabile la visione individuale del proprio regista, sceneggiatore o produttore, e non poter essere considerati dei film su commissione»
- essere di produzione statunitense
- essere dei lungometraggi, definiti come di durata pari o superiore ai settanta minuti
- essere prodotti «in economia di mezzi»
- aver avuto una distribuzione in sala per almeno sette giorni consecutivi in un cinema a New York o Los Angeles, o, se diffusi su piattaforme digitali e pay tv, aver avuto un'anteprima in un festival come Amsterdam, Berlino, Cannes, Doc NYC, Hot Docs, Los Angeles, Sundance, SXSW, Toronto, Tribeca, True/False e Venezia.

## Categorie dei premi

### Attuali
- Miglior film (Best Feature): dal 2004
- Miglior film internazionale (Best International Feature): dal 2020
- Miglior documentario (Best Documentary): dal 2004
- Miglior performance protagonista (Outstanding Lead Performance): dal 2021
- Miglior performance non protagonista (Outstanding Supporting Performance): dal 2021
- Miglior performance rivelazione (Breakthrough Performer): dal 1998, noto fino al 2020 come Breakthrough Actor
- Miglior regista (Best Director):dal 2004
- Miglior regista rivelazione (Breakthrough Director): dal 1991, noto fino al 2002 come Open Palm Award e dal 2013 come Bingham Ray Breakthrough Director Award
- Miglior sceneggiatura (Best Screenplay): dal 2015
- Tributo alla carriera (Tribute Award): dal 1991
- Spotlight on Women Filmmakers "Live the Dream" Grant: dal 2011
- Appreciation Award: dal 2015
- Made in NY Award: dal 2016

### Passati
- Miglior performance dell'intero cast (Best Ensemble Performance), conosciuto prima del 2008 come Miglior cast d'insieme (Best Ensemble Cast), e assegnato alle migliori interpretazioni attoriali in un film con tre o più ruoli della stessa importanza, senza un protagonista. (2005-2012)
- Miglior film non proiettato in un cinema vicino (Best Film Not Playing at a Theater Near You), assegnato ad un film che ha riconoscimento nel circuito festivaliero, senza però essere stato distribuito in sala o su una piattaforma di streaming: i cinque candidati finali e il vincitore erano scelti da curatori della rivista Filmmaker e del Museum of Modern Art, dove venivano proiettati al pubblico in una rassegna specifica nel mese di novembre.[6] (2005-2012)
- Miglior attore (Best Actor) (2013-2020)
- Miglior attrice (Best Actress) (2013-2020)
- Premio del pubblico (Audience Award) (2010-2020)
- Serie rivelazione - formato lungo (Breakthrough Series – Long Form) (2015-2023)
- Serie rivelazione - formato breve (Breakthrough Series – Short Form) (2015-2023)
- Miglior cast, noto come Best Ensemble Cast dal 2005 al 2012, come Special Jury Award for Best Ensemble Performance dal 2014 al 2018 e infine come Ensemble Tribute fino al 2020 (2005-2020)

## Edizioni
| Edizione | Data              | Presentatore                    | Tributo alla carriera |
| -------- | ----------------- | ------------------------------- | --- |
| 1991     | 30 settembre 1991 | Charles Grodin                  | Irwin Young |
| 1992     | 1992              | Charles Grodin                  | Arthur B. Krim |
| 1993     | 28 settembre 1993 | Eric Bogosian                   | Martin Scorsese |
| 1994     | 20 settembre 1994 | Eric Bogosian                   | Sam Cohn |
| 1995     | 19 settembre 1995 | Michael Moore                   | Robert Shaye |
| 1996     | 17 settembre 1996 | Michael Moore                   | Al Pacino |
| 1997     | 16 settembre 1997 | Jon Stewart                     | Bob Weinstein Harvey Weinstein |
| 1998     | 23 settembre 1998 | Stanley Tucci                   | Sidney Lumet |
| 1999     | 22 settembre 1999 | Sandra Bernhard                 | Meryl Streep |
| 2000     | 20 settembre 2000 | Jason Alexander                 | Robert Altman Michael Barker Tom Bernard Marcie Bloom                                                                                   |
| 2001     | 1 ottobre 2001    | Andy Dick                       | Robert De Niro |
| 2002     | 26 settembre 2002 | Rosie Perez John Turturro       | Ang Lee Bingham Ray |
| 2003     | 22 settembre 2003 | Michael Ian Black               | Steve Buscemi Glenn Close David Linde Edward R. Pressman                                                                                |
| 2004     | 1 dicembre 2004   | Bob Balaban                     | Don Cheadle Mike Leigh Michael Moore Dan Talbot                                                                                         |
| 2005     | 30 novembre 2005  | Kyra Sedgwick                   | Matt Dillon Jim Jarmusch |
| 2006     | 29 novembre 2006  | David Cross                     | Alfonso Cuarón Mark Cuban Guillermo del Toro Alejandro González Iñárritu Ellen Kuras Edward Norton Tim Robbins Todd Wagner Kate Winslet |
| 2007     | 27 novembre 2007  | Sarah Jones                     | Javier Bardem Michael Bloomberg Roger Ebert Mark Friedberg Mira Nair Jonathan Sehring                                                   |
| 2008     | 2 dicembre 2008   | Aasif Mandvi                    | Penélope Cruz Sheila Nevins Melvin Van Peebles Gus Van Sant                                                                             |
| 2009     | 30 novembre 2009  | Kumail Nanjiani                 | Tim Bevan Kathryn Bigelow Eric Fellner Natalie Portman Stanley Tucci                                                                    |
| 2010     | 29 novembre 2010  | Patricia Clarkson Stanley Tucci | Darren Aronofsky Robert Duvall James Schamus Hilary Swank                                                                               |
| 2011     | 28 novembre 2011  | Edie Falco Oliver Platt         | David Cronenberg Gary Oldman Tom Rothman Charlize Theron                                                                                |
| 2012     | 26 novembre 2012  | Mike Birbiglia                  | Marion Cotillard Matt Damon David O. Russell Jeff Skoll                                                                                 |
| 2013     | 2 dicembre 2013   | Nick Kroll                      | James Gandolfini Richard Linklater Katherine Oliver Forest Whitaker                                                                     |
| 2014     | 1 dicembre 2014   | Uma Thurman                     | Bennett Miller Ted Sarandos Tilda Swinton                                                                                               |
| 2015     | 30 novembre 2015  | Abbi Jacobson Ilana Glazer      | Steve Golin Todd Haynes Helen Mirren Robert Redford                                                                                     |
| 2016     | 28 novembre 2016  | Keegan-Michael Key              | Amy Adams Ethan Hawke Arnon Milchan Oliver Stone                                                                                        |
| 2017     | 27 novembre 2017  | John Cameron Mitchell           | Jason Blum Sofia Coppola Al Gore Dustin Hoffman Nicole Kidman Edward Lachman                                                            |
| 2018     | 26 novembre 2018  | nessuno                         | Willem Dafoe Paul Greengrass Jon Kamen Rachel Weisz                                                                                     |
| 2019     | 2 dicembre 2019   | nessuno                         | Glen Basner Laura Dern Ava DuVernay Sam Rockwell                                                                                        |
| 2020     | 11 gennaio 2021   | nessuno                         | Chadwick Boseman Viola Davis Steve McQueen Ryan Murphy                                                                                  |
| 2021     | 29 novembre 2021  | nessuno                         | |
| 2022     | 28 novembre 2022  | nessuno                         | |
| 2023     | 27 novembre 2023  | nessuno                         | |
| 2024     | 2 dicembre 2024   |                                 | |